# 이봉운
이봉운(李鳳蕓, ? ~ ?)은 조선 말기의 언어학자이다. 황해도 연안군 출신이며, 1897년 최초의 한국어 문법 연구서인 《국문정리》를 펴내어 그전까지 한문과 한자만을 숭앙하고 조선어와 한글을 천시하던 당시의 풍조와 전통을 깨뜨리고, 조선어를 다시 찾아 널리 쓰도록 힘썼다. 그는 일본어와 중국어에 상당히 조예가 깊었고 나아가 외국인들과도 교류 관계가 있었던 역관출신으로 알려진다.